# Cephalotes emeryi
Cephalotes emeryi är en myrart som först beskrevs av Auguste-Henri Forel 1912.  Cephalotes emeryi ingår i släktet Cephalotes och familjen myror. Inga underarter finns listade.